# Barcímio Sicupira Júnior
Barcímio Sicupira Junior (Lapa, 10 de maio de 1944 – Curitiba, 7 de novembro de 2021) conhecido como Sicupira foi um futebolista e comentarista esportivo brasileiro, é o maior ídolo do Athletico Paranaense.

## Carreira
Quando criança, jogou na escolinha de futebol do Coritiba Foot Ball Club e estreou no profissional como jogador do Clube Atlético Ferroviário, em 1962. Entre 1962 e 1964, jogou no "Boca Negra" (apelido do Ferroviário). Em 1964, foi transferido para o Botafogo Futebol e Regatas, onde ficou até 1967.
Entre 1967 e 1968, jogou no Botafogo Futebol Clube e em 21 de janeiro de 1968, na inauguração do Santa Cruz, foi o autor do primeiro gol da história do estádio, quando o Botafogo goleou a Seleção Romena de Futebol por 6 a 2.
Contratado pelo presidente do Clube Atlético Paranaense, Jofre Cabral e Silva em 1968, estreou no rubro negro do Paraná em 2 de setembro de 1968 no jogo contra o São Paulo Futebol Clube na Vila Capanema, onde marcou um gol de bicicleta. No Atlético, jogou ao lado de Bellini, Djalma Santos, Nilson Borges e Dorval e tornou-se ídolo da torcida, ostentando até hoje a marca de maior goleador do clube, com 158 gols marcados. O atacante foi o artilheiro nos Campeonatos Paranaenses de 1970 e 1972 e em 1972, quando o clube não participou do Campeonato Brasileiro, foi emprestado para o Sport Club Corinthians Paulista. Ao fim do brasileirão, Sicupira retornou ao Clube Atlético Paranaense, onde jogou ate a sua aposentadoria, em 1975, aos 31 anos de idade.
Após deixar a vida esportista, formou-se em Educação Física e trabalhou como professor por alguns anos. Retornou ao futebol como técnico e comentarista esportivo, atuando em rádios e televisões de Curitiba.

## Morte
Sicupira, como era conhecido, morreu no dia 7 de novembro de 2021, em Curitiba, dias após uma cirurgia de pulmão.

## Títulos

### Botafogo
- Torneio Rio-São Paulo: 1964
- Taça Círculo de Periódicos: 1966
- Troféu Triangular de Caracas: 1967
- Taça Guanabara: 1967
- Campeonato Carioca de Futebol: 1967

### Athletico
- Campeonato Paranaense: 1970